# Aethephyllum
Aethephyllum – rodzaj roślin z rodziny pryszczyrnicowatych (Aizoaceae). Jest to takson monotypowy z jednym gatunkiem – Aethephyllum pinnatifidum (L.f.) N.E.Br. występującym w południowo-zachodniej części roślinnego państwa przylądkowego (Afryka południowa).